# Sérénade en sol majeur

La Sérénade en sol majeur opus 95 est une sérénade pour orchestre de Max Reger. Elle est créée en 1906 à Berlin.

## Structure
1. Allegro moderato
2. Scherzo
3. Andante semplice
4. Finale: Allegro con spirito

- Durée d'exécution : trente-cinq minutes environ (33 min 23 s par l'orchestre symphonique de la radio de Cologne dirigé par Hermann Scherchen)